# Ленинский, 11
Дом Жолтовского на Ленинском проспекте — жилой дом в Москве, расположенный по адресу: Ленинский проспект, 11. Построен в 1940—1949 годах, архитекторы И. В. Жолтовский, Г. А. Захаров, З. Чернышёва.
Дом начали строить в 1940 году на месте планировавшегося А. В. Щусевым продолжения жилого комплекса, южная часть которого уже была выстроена (дом № 13). Он представляет собой по сути коробку, декорированную в ренессансном стиле. Дом венчает карниз, который одновременно не выглядит тяжёлым и в то же время хорошо завершает обширный фасад. Фасад украшают декоративные вставки. Нижняя часть более тяжёлая на вид и темнее, чем верхняя. 8-этажный дом очень широк — 19 метров. В доме 196 квартир — каждая из них довольно большая, а различные детали (двери, оконные рамы, дверные ручки, запоры, наличники и настенные карнизы) были оформлены в классическом стиле.
В 1950 году за создание этого дома архитекторам была присуждена Сталинская премия. Здесь жили советский экономист Е. С. Варга (мемориальная доска), геолог-тектонист Н. С. Шатский. 28 марта 2017 года на доме № 11 по Ленинскому проспекту была установлена мемориальная доска-барельеф в честь Александры Коллонтай, первой женщины-дипломата нашей страны. Изготовил доску скульптор, президент Российской академии художеств Зураб Церетели. А открывал барельеф глава МИД России Сергей Лавров.